# Kurt Epstein
Kurt Epstein (geboren 29. Januar 1904 in Roudnice nad Labem, Österreich-Ungarn; gestorben 1. Februar 1975 in New York City) war ein tschechoslowakischer Wasserballspieler.

## Leben
Kurt Epstein wuchs in einer bürgerlichen jüdischen Familie auf, die eine Gerberei betrieb. Er besuchte das Gymnasium, schlug während seines Wehrdienstes 1924 die Reserveoffizierslaufbahn ein und war in Prag stationiert. Epstein war ein guter Schwimmer und Mitglied der tschechoslowakischen Nationalmannschaft der Wasserballspieler. Im Jahr 1928 war er Teilnehmer der Olympischen Spiele in Amsterdam und schied mit seiner Mannschaft in der Vorrunde aus. Trotz des deutschen Antisemitismus und des Boykottaufrufs der Maccabi World Union nahm er auch an den Olympischen Sommerspielen 1936 in Berlin teil, seine Mannschaft verlor gegen die Mannschaft des nationalsozialistischen Deutschlands und schied nach nur einem Sieg in der Vorrunde aus. Er selbst tröstete sich damit, dass der „Neger“ Jesse Owens es den Rassisten gezeigt hatte.
Bei der deutschen Zerschlagung und Besetzung der Tschechoslowakei war er als Reserveleutnant nach Terezin mobilisiert worden. Seine gesamte Familie wurde Opfer des Holocaust. Epstein war im Ghetto Theresienstadt, im KZ Auschwitz und in einem Zwangsarbeitslager in Friedland (Isergebirge) inhaftiert.
Nach dem Krieg heiratete er Franciska, eine Prager Holocaustüberlebende, und hatte mit ihr zwei Söhne und eine Tochter. Er wurde noch kurze Zeit Mitglied im Tschechoslowakischen Olympischen Komitee, emigrierte aber nach der kommunistischen Machtübernahme 1948 in die USA, wo er beruflich nur schwer Fuß fassen konnte.
Seine Tochter Helen Epstein ist Journalistikprofessorin und Autorin in New York.